# Europa (dwumiesięcznik)
Europa – polski dwumiesięcznik poświęcony integracji europejskiej ukazujący się w 1998 r.
Wydawcą czasopisma było Wydawnictwo Naukowe PWN, redaktorem naczelnym był Jeremi Sadowski.
Pismo powstało z inicjatywy Andrzeja Borzyma i Jeremiego Sadowskiego, byłych dziennikarzy Radia Wolna Europa, w obliczu rozpoczęcia w grudniu 1997 r. negocjacji członkowskich Unii Europejskiej z 10 państwami Europy Środkowo-Wschodniej, w tym z Polską. Łącznie ukazało się 6 numerów.
Na łamach czasopisma wypowiadali się lub pisali znani publicyści i politycy polscy, w tym m.in.: Ewa Bieńkowska, Klaus Bachmann, Marzenna Guz-Vetter, Witold M. Orłowski, Aleksander Smolar, Paweł Świeboda, Janusz Tazbir, Jan Truszczyński, Jan Zielonka i europejscy, w tym m.in.: Giuliano Amato, Neal Ascherson, Arnulf Baring, Roland Freudenstein, Norman Davies, Robert Menasse
Autorami projektów okładek byli znani graficy, m.in.: Jerzy Czerniawski, Stasys Eidrigevičius, Jan Młodożeniec, Wiesław Rosocha, Mieczysław Wasilewski.